# Squalidus multimaculatus
Squalidus multimaculatus är en fiskart som beskrevs av Tsuyoshi Hosoya och Jeon, 1984. Squalidus multimaculatus ingår i släktet Squalidus och familjen karpfiskar. Inga underarter finns listade i Catalogue of Life.